# Тейлър Фриц
Тейлър Фриц (на английски: Taylor Fritz) е американски тенисист.

## Биография
Тейлър Фриц е роден на 28 октомври 1997 г. в Ранчо Санта Фе, Калифорния. Той е най-малкото от трите момчета на Кати Мей, бивша тенисистка от топ 10, и Гай Хенри Фриц, който също е играл професионален тенис и е обявен за треньор на годината за олимпийско развитие на САЩ за 2016 г. Тейлър Фриц е праправнук на Дейвид Мей, основател на The May Department Stores Company, която се слива с Macy's. Той има двама по-големи полубратя по майчина линия, Крис и Кайл. Израства с братята си в Ранчо Санта Фе в столичния район на Сан Диего. Той посещава гимназия Torrey Pines, където печели титлата на CIF сингъл в секцията на Сан Диего като първокурсник. Няколко месеца след втората си година той преминава към онлайн гимназия, за да участва в турнири за юноши на ITF.

## Кариера

### Младша кариера
Тейлър Фриц не е участвал в турнири на ITF до 15-годишна възраст, когато се състезава в турнир от нисък клас 4 през март 2013 г. в Клермонт, близо до мястото, където е израснал. Следва Откритото първенство на САЩ за младежи, започва да се състезава редовно на ITF Circuit малко преди да навърши 16 години. В рамките на следващата година той стига до полуфинал на Уимбълдън за младежи през 2014 г. След това той печели първия си турнир от клас А на Купата на кмета на Осака през 2014 г.
През 2015 г. Фриц достига до четвъртфинал на всичките четири младежки турнира от Големия шлем. На финала на Откритото първенство на Франция губи от Томи Пол, а на финала на Откритото първенство на САЩ побеждава Пол.[12] Този голям успех му помага да завърши годината като номер едно в ранглистата при юношите по тенис. Обявен е световен шампион за юноши за 2015 от ITF. Той е първият американец, с тази титла след Доналд Йънг през 2005 г. и Анди Родик през 2000 г.

### Професионална кариера
Тейлър Фриц прави своя дебют в ATP турнира в Нотингам, където получава уайлд кард и печели първия си ATP мач срещу Пабло Кареньо Буста.
Фриц достига първия си ATP финал в едва третия си турнир в кариерата в Мемфис Оупън през 2016 г., само един друг американец Джон Иснър, е достигал финал на ATP в по-малко участия в кариерата.
Тейлър Фриц достига най-високото си класиране на сингъл - световен номер 5 на Асоциацията на професионалистите по тенис (ATP), постигнато на 27 февруари 2023 г. Класира се на двойки, като световен номер 104, постигнато на 26 юли 2021 г. Фриц е спечелил шест титли на сингъл от ATP Тур, включително титла от Мастърс 1000 на турнира в Индиън Уелс през 2022 г. Най-добрите му резултати на големи турнири са достигането до четвъртфинал на Уимбълдън през 2022 г. и Откритото първенство на САЩ през 2023 г. В момента той е американски тенисист номер 1 на сингъл при мъжете.

## Кариерна статистика

#### Финали на турнири отГолям шлем(1)
| година | турнир | съперник   | резултат      |
| ------ | ------ | ---------- | ------------- |
| 2024   | ОП САЩ | Яник Синер | 3–6, 4–6, 5–7 |

#### Финали на Финалния турнирСветовния Тур на ATP(1)
| година | място  | финален турнир    | съперник във финала | резултат |
| ------ | ------ | ----------------- | ------------------- | -------- |
| 2024   | Лондон | Тенис Мастърс Къп | Яник Синер          | 4–6, 4–6 |

#### Титли оттурнири от сериите Мастърс(1)
| година | турнир            | съперник във финала | резултат      |
| ------ | ----------------- | ------------------- | ------------- |
| 2022   | Индиън Уелс Оупън | Рафаел Надал        | 6–3, 7–6(7–5) |

### ATP финали (9 титли; 18 финала)
|        | П–З | Година | Турнир                | Клас         | Настилка   | Опонент           | Резултат                |
| ------ | --- | ------ | --------------------- | ------------ | ---------- | ----------------- | ----------------------- |
| Загуба | 0–1 | 2016   | Мемфис Оупън          | 250 серии    | Твърда (з) | Кей Нишикори      | 4–6, 4–6                |
| Победа | 1–1 | 2019   | Истборн Интернешънъл  | 250 серии    | Трева      | Сам Куери         | 6–3, 6–4                |
| Загуба | 1–2 | 2019   | Атланта Оупън         | 250 серии    | Твърда     | Алекс де Минор    | 3–6, 6–7(2–7)           |
| Загуба | 1–3 | 2019   | Лос Кабос Оупън       | 250 серии    | Твърда     | Диего Шварцман    | 6–7(6–8), 3–6           |
| Загуба | 1–4 | 2020   | Мексико Оупън         | 500 серии    | Твърда     | Рафаел Надал      | 3–6, 2–6                |
| Загуба | 1–5 | 2021   | Санкт Петербург Оупън | 250 серии    | Твърда (з) | Марин Чилич       | 6–7(3–7), 6–4, 4–6      |
| Победа | 2–5 | 2022   | Индиън Уелс Оупън     | Мастърс 1000 | Твърда     | Рафаел Надал      | 6–3, 7–6(7–5)           |
| Победа | 3–5 | 2022   | Истборн Интернешънъл  | 250 серии    | Трева      | Максим Креси      | 6–2, 6–7(4–7), 7–6(7–4) |
| Победа | 4–5 | 2022   | Япония Оупън          | 500 серии    | Твърда     | Френсис Тиафо     | 7–6(7–3), 7–6(7–2)      |
| Победа | 5–5 | 2023   | Делрей Бийч Оупън     | 250 серии    | Твърда     | Миомир Кецманович | 6–0, 5–7, 6–2           |
| Победа | 6–5 | 2023   | Атланта Оупън         | 250 серии    | Твърда     | Александър Вукич  | 7–5, 6–7(5–7), 6–4      |
| Победа | 7–5 | 2024   | Делрей Бийч Оупън     | 250 серии    | Твърда     | Томи Пол          | 6–2, 6–3                |
| Загуба | 7–6 | 2024   | Бавария Оупън         | 250 серии    | Клей       | Ян-Ленард Щруф    | 5–7, 3–6                |
| Победа | 8–6 | 2024   | Истборн Интернешънъл  | 250 серии    | Трева      | Макс Пърсел       | 6–4, 6–3                |
| Загуба | 8–7 | 2024   | ОП САЩ                | Голям шлем   | Твърда     | Яник Синер        | 3–6, 4–6, 5–7           |
| Загуба | 8–8 | 2024   | Мастърс Къп (Торино)  | ATP Финали   | Твърда (з) | Яник Синер        | 4–6, 4–6                |
| Победа | 8–9 | 2025   | Щутгарт Оупън         | 250 серии    | Трева      | Александър Зверев | 6 – 3, 7 – 6(7–0)       |
| Победа | 9–9 | 2025   | Истборн Интернешънъл  | 250 серии    | Трева      | Дженсън Бруксби   | 7–5, 6–1                |